# Motešice
Motešice (hongrois : Motesic) est un village de Slovaquie situé dans la région de Trenčín.

## Histoire
La première mention écrite du village date de 1308.

## Démographie

### Évolution de la population
| Année:               | 1994. | 2004.    | 2014.   | 2024.   |
| -------------------- | ----- | -------- | ------- | ------- |
| Nombre de personnes: | 1024  | 811      | 796     | 779     |
| Différence:          |       | -20,80 % | -1,84 % | -2,13 % |

| Année:               | 2023. | 2024.   |
| -------------------- | ----- | ------- |
| Nombre de personnes: | 781   | 779     |
| Différence:          |       | -0,25 % |